# Gösta Lext
Ernst Gösta Lext, född den 20 juli 1912 i Trollhättan, död den 15 december 1988 i Karlstad, var en svensk arkivman.
Lext avlade studentexamen i Vänersborg 1931, filosofisk ämbetsexamen vid Göteborgs högskola 1936 och filosofie licentiatexamen där 1941. Han promoverades till filosofie doktor 1950.Lext blev extra tjänsteman vid landsarkivet i  Göteborg 1937, extra ordinarie arkivarie vid landsarkivet i Vadstena 1948, arkivarie vid landsarkivet i Uppsala 1951, i Göteborg 1954, och länsarkivarie i Visby 1955. Han var landsarkivarie i Göteborg 1958–1977. Lext invaldes som ledamot av Samfundet för utgivande av handskrifter rörande Skandinaviens historia 1957. Han publicerade Bok och samhälle i Göteborg 1720–1809 (doktorsavhandling 1950), Våra svenska kyrkoarkiv (1957), Mantalsskrivningen i Sverige före 1860 (1968) och Studier rörande svensk emigration till Nordamerika 1850–1880 (1977). Lext vilar på Håjums begravningsplats i Trollhättan.